# 周家斌
周家斌（1964年9月—），男，汉族，山东鄄城人，中国共产党、中华人民共和国政治人物。曾任第十二届全国人民代表大会广西地区代表、中共桂林市委书记、广西壮族自治区人大常委会副主任等职。
2024年12月28日因涉嫌严重违纪违法而接受中央纪委国家监委的纪律审查以及监察调查。

## 生平

### 早年
周家斌毕业于清华大学建筑系，后于中国地质大学地质工程专业获得博士学位。

### 仕途
2013年2月，当选为第十二届全国人大代表。2011年8月至2015年2月，任中共北海市委副书记、市长。2015年2月至2017年12月，任中共桂林市委副书记、市长。2017年12月至2021年2月，任广西壮族自治区住房和城乡建设厅厅长。
2021年2月9日，任中共桂林市委书记。2023年1月18日，当选广西壮族自治区人大常委会副主任。

### 落马
2024年12月28日，周家斌因涉嫌严重违纪违法，接受来自中央纪委国家监委的纪律审查和监察调查。
2025年1月11日，桂林市人大常委会决定罢免周家斌的自治区第十四届人大代表职务，周家斌的代表资格终止，其自治区第十四届人大常委会副主任职务相应撤销。